# Le Grand Magasin
Pour plus de détails, voir Fiche technique et Distribution.
Le Grand Magasin (北極百貨店のコンシェルジュさん, Hokkyoku Hyakkaten no Konsheruju-san) est un film d'animation japonais réalisé par Yoshimi Itazu, sorti en 2023.
C'est l'adaptation du manga La concierge du grand magasin de Tsuchika Nishimura.

## Synopsis
Akino est apprentie-concierge dans un grand magasin où tous les clients sont des animaux. Film sur la thématique de la servitude volontaire et de la soumission à l’ordre.

## Fiche technique
Sauf indication contraire, les informations mentionnées dans cette section peuvent être confirmées par la base de données cinématographiques IMDb,  présente dans la section « Liens externes ».
- Titre original : Hokkyoku Hyakkaten no Concierge San
- Titre français : Le Grand Magasin
- Réalisation : Yoshimi Itazu
- Scénario : Satomi Ohshima d'après le manga de Tsuchika Nishimura
- Direction artistique : Ichirô Tatsuta
- Photographie : Kôji Tanaka
- Montage : Jun'ichi Uematsu
- Musique : Tofubeats
- Pays d'origine : Japon
- Format : Couleurs - Dolby
- Genre : animation, aventure, fantastique
- Durée : 70 minutes
- Dates de sortie :
  - Japon : 20 octobre 2023
  - France : 6 décembre 2023

## Distribution

### Voix originales
- Natsumi Kawaida : Akino
- Takeo Ōtsuka : Eruru
- Nobuo Tobita : Todo
- Megumi Han : Mori
- Natsumi Fujiwara : Iwase
- Eiji Yoshitomi : Maruki
- Jun Fukuyama : Maitre D
- Yûichi Nakamura : Tokiwa
- Kenjirō Tsuda : Wally

### Voix françaises
- Lucille Boudonnat : Akino
- Stanislas Forlani : le maître d'hôtel
- Anne Tilloy : la femme de Maruki
- Isabelle Volpé : Iwase
- Patrick Delage : Mr Vison
- Valéry Schatz : Mr Loup
- Valérie Bescht : Mlle Loup
- Marc Arnaud : Mr Elulu
- Antoine Schoumsky : Mr Furet
- Mathieu Buscatto : Todd
- Augustin Jacob : Wooly
- Charlotte Hervieux : souvenir du concierge et Mme Vison
- Antoine Nouel : Takiwa
- Faustine Legrand : Mr Lion
- Léana Montana : Mr Chat et Thesa
- Claire Baradat : Mme Phoque
- Jeanne-Marie Ducarre : Mme Perroquet
- Patrick Noérie : Maruki le concierge
- Jérémy Prévost : l'agent de Wooly
- Nessym Guetat : Mr Paon
- Pierre Carbonnier : Mr Nixane
- Sabrina Marchese : la vendeuse de la parfumerie
- Lou Viguier : Mme Chimpanzé et Mme Paon
- Renaud Heine, David Brécourt, Romain Altché, Franck Sportis, Alexandra Sarramona, Ophélie Bernard et Christine Lemler : voix additionnelles

## Distinction

### Sélection
- Festival international du film d'animation d'Annecy 2023 : Avant-première